# Leil
Leil was volgens de legende, zoals beschreven door Geoffrey of Monmouth, koning van Brittannië van 945 v.Chr. - 920 v.Chr. Hij was de zoon van koning Brutus Greenshield.
Leil was een vredelievende en rechtvaardige koning, en maakte gebruik van de welvaart die hem door zijn voorgangers was nagelaten. Hij bouwde Kaerleil (City of Leil) in het noorden als teken van zijn welvaart. Hij heerste 25 jaar, totdat hij oud, zwak en dadeloos werd. Dit leidde tot de burgeroorlog van de zwakke koning, gedurende welke hij stierf. Hij werd opgevolgd door zijn zoon Rud Hud Hudibras.
Volgens de overlevering viel de regeringsperiode van Leil samen met de tijd waarin Salomon de Tempel in Jeruzalem bouwde, en Silvius Epitus koning van Alba Longa was.